# Französische Rugby-Union-Meisterschaft 1979/80
Die Saison 1979/80 war die 81. Austragung der französischen Rugby-Union-Meisterschaft (französisch Championnat de France de rugby à XV). Sie umfasste 40 Mannschaften in der ersten Division (heutige Top 14).
Zwar bestand die erste Division wie in den Vorjahren nominell aus zwei Stärkeklassen mit je 40 Mannschaften. Da sich aber erstmals keine Mannschaften mehr aus der unteren Stärkeklasse für die Finalphase qualifizieren konnten, ergab sich dadurch faktisch eine Zweiteilung. Die Meisterschaft begann mit der Gruppenphase, bei der in vier Gruppen je zehn Mannschaften gegeneinander antraten. Die Erst- bis Achtplatzierten jeder Gruppe zogen in die Finalphase ein, während die Zehntplatzierten absteigen mussten. Es folgten Sechzehntel-, Achtel-, Viertel- und Halbfinale. Im Endspiel, das am 25. Mai 1980 im Parc des Princes in Paris stattfand, trafen die zwei Halbfinalsieger aufeinander und spielten um den Bouclier de Brennus. Dabei setzte sich die AS Béziers gegen Stade Toulousain durch und errang zum achten Mal den Meistertitel.

## Gruppenphase
|     | Team                  | Siege | Unent. | Ndlg. | Spiel- punkte | Diff. | Tabellen- punkte |
| --- | --------------------- | ----- | ------ | ----- | ------------- | ----- | ---------------- |
| 01. | AS Béziers            | 16    | 0      | 2     | 501:130       | + 371 | 32               |
| 02. | USA Perpignan         | 14    | 0      | 4     | 348:193       | + 155 | 28               |
| 03. | SC Graulhet           | 11    | 0      | 7     | 297:202       | + 95  | 22               |
| 04. | RC Narbonne           | 9     | 0      | 9     | 384:208       | + 176 | 18               |
| 05. | FC Grenoble           | 9     | 0      | 9     | 239:239       | ± 0   | 18               |
| 06. | Saint-Jean-de-Luz OR  | 7     | 1      | 10    | 207:310       | − 103 | 15               |
| 07. | US Bressane           | 7     | 0      | 11    | 171:332       | − 161 | 14               |
| 08. | Stade Montchaninois   | 7     | 0      | 11    | 188:434       | − 246 | 14               |
| 09. | US Thuir              | 6     | 1      | 11    | 179:263       | − 84  | 13               |
| 10. | Racing Club de France | 2     | 2      | 14    | 134:337       | − 203 | 6                |

|     | Team                      | Siege | Unent. | Ndlg. | Spiel- punkte | Diff. | Tabellen- punkte |
| --- | ------------------------- | ----- | ------ | ----- | ------------- | ----- | ---------------- |
| 01. | RC Toulon                 | 13    | 0      | 5     | 397:190       | + 207 | 26               |
| 02. | Section Paloise           | 13    | 0      | 5     | 341:253       | + 88  | 26               |
| 03. | RRC Nice                  | 13    | 0      | 5     | 301:245       | + 56  | 26               |
| 04. | AS Montferrand            | 11    | 2      | 5     | 386:201       | + 185 | 24               |
| 05. | US Carcassonne            | 8     | 4      | 6     | 296:208       | + 88  | 20               |
| 06. | FC Auch                   | 6     | 3      | 9     | 196:258       | − 62  | 15               |
| 07. | SC Mazamet                | 5     | 4      | 9     | 181:244       | − 63  | 14               |
| 08. | ES Avignon Saint-Saturnin | 7     | 0      | 11    | 198:330       | − 132 | 14               |
| 09. | CA Périgueux              | 5     | 1      | 12    | 209:364       | − 155 | 11               |
| 10. | US Montauban              | 2     | 0      | 16    | 157:369       | − 212 | 4                |

|     | Team               | Siege | Unent. | Ndlg. | Spiel- punkte | Diff. | Tabellen- punkte |
| --- | ------------------ | ----- | ------ | ----- | ------------- | ----- | ---------------- |
| 01. | Stade Bagnérais    | 13    | 0      | 5     | 363:145       | + 218 | 26               |
| 02. | SC Tulle           | 11    | 2      | 5     | 350:273       | + 77  | 24               |
| 03. | Aviron Bayonnais   | 11    | 0      | 7     | 309:238       | + 71  | 22               |
| 04. | Stadoceste Tarbais | 10    | 0      | 8     | 289:227       | + 62  | 20               |
| 05. | CA Brive           | 9     | 2      | 7     | 317:299       | + 18  | 20               |
| 06. | Biarritz Olympique | 9     | 1      | 8     | 262:235       | + 27  | 19               |
| 07. | US Dax             | 9     | 1      | 9     | 276:304       | − 28  | 17               |
| 08. | Boucau Stade       | 7     | 0      | 11    | 260:300       | − 40  | 14               |
| 09. | Stade Rochelais    | 3     | 4      | 11    | 159:298       | − 139 | 10               |
| 10. | USA Limoges        | 4     | 0      | 14    | 175:441       | − 266 | 8                |

|     | Team                | Siege | Unent. | Ndlg. | Spiel- punkte | Diff. | Tabellen- punkte |
| --- | ------------------- | ----- | ------ | ----- | ------------- | ----- | ---------------- |
| 01. | SU Agen             | 12    | 0      | 6     | 438:198       | + 240 | 24               |
| 02. | FC Lourdes          | 11    | 1      | 6     | 276:205       | + 71  | 23               |
| 03. | FC Oloron           | 11    | 1      | 6     | 231:179       | + 52  | 23               |
| 04. | Stade Toulousain    | 9     | 3      | 6     | 266:183       | + 83  | 21               |
| 05. | CA Bègles           | 9     | 1      | 8     | 253:209       | + 44  | 19               |
| 06. | US Romans           | 8     | 2      | 8     | 176:188       | − 12  | 18               |
| 07. | Stade Aurillacois   | 8     | 1      | 9     | 176:262       | − 86  | 17               |
| 08. | Valence Sportif     | 6     | 1      | 11    | 127:297       | − 170 | 13               |
| 09. | Castres Olympique   | 5     | 1      | 12    | 247:332       | − 85  | 11               |
| 10. | CS Bourgoin-Jallieu | 5     | 1      | 12    | 175:312       | − 137 | 11               |

## Finalphase

### 1/16-Finale
| Datum          | Begegnung                             | Ergebnis |
| -------------- | ------------------------------------- | -------- |
| 20. April 1980 | AS Béziers – Valence Sportif          | 41:06    |
| 20. April 1980 | RC Narbonne – US Carcassonne          | 09:06    |
| 20. April 1980 | RRC Nice – SC Mazamet                 | 22:15    |
| 20. April 1980 | FC Oloron – Stade Aurillacois         | 06:09    |
| 20. April 1980 | USA Perpignan – US Bressane           | 22:09    |
| 20. April 1980 | SC Graulhet – Biarritz Olympique      | 14:07    |
| 20. April 1980 | AS Montferrand – FC Grenoble          | 10:03    |
| 20. April 1980 | Stade Bagnérais – Boucau Stade        | 21:03    |
| 20. April 1980 | SC Tulle – US Dax                     | 15:06    |
| 20. April 1980 | FC Lourdes – Saint-Jean-de-Luz OR     | 28:03    |
| 20. April 1980 | CA Brive – Stadoceste Tarbais         | 12:09    |
| 20. April 1980 | Section Paloise – FC Auch             | 18:03    |
| 20. April 1980 | SU Agen – Stade Montchaninois         | 21:11    |
| 20. April 1980 | Stade Toulousain – CA Bègles          | 17:07    |
| 20. April 1980 | Aviron Bayonnais – US Romans          | 18:11    |
| 20. April 1980 | RC Toulon – ES Avignon Saint-Saturnin | 28:09    |

### Achtelfinale
| Datum          | Begegnung                        | Ergebnis |
| -------------- | -------------------------------- | -------- |
| 27. April 1980 | AS Béziers – RC Narbonne         | 21:10    |
| 27. April 1980 | RRC Nice – Stade Aurillacois     | 29:09    |
| 27. April 1980 | USA Perpignan – SC Graulhet      | 12:03    |
| 27. April 1980 | AS Montferrand – Stade Bagnérais | 11:13    |
| 27. April 1980 | SC Tulle – FC Lourdes            | 15:09    |
| 27. April 1980 | CA Brive – Section Paloise       | 15:06    |
| 27. April 1980 | SU Agen – Stade Toulousain       | 04:09    |
| 27. April 1980 | Aviron Bayonnais – RC Toulon     | 25:14    |

### Viertelfinale
| Datum       | Begegnung                           | Ergebnis |
| ----------- | ----------------------------------- | -------- |
| 4. Mai 1980 | AS Béziers – RRC Nice               | 19:15    |
| 4. Mai 1980 | USA Perpignan – Stade Bagnérais     | 30:15    |
| 4. Mai 1980 | SC Tulle – CA Brive                 | 19:22    |
| 4. Mai 1980 | Stade Toulousain – Aviron Bayonnais | 24:03    |

### Halbfinale
| Datum        | Begegnung                   | Ergebnis |
| ------------ | --------------------------- | -------- |
| 11. Mai 1980 | AS Béziers – USA Perpignan  | 16:06    |
| 11. Mai 1980 | CA Brive – Stade Toulousain | 09:22    |

### Finale
| 25. Mai 1980 | AS Béziers                                              | 10 : 6         | Stade Toulousain          | Parc des Princes, Paris Zuschauer: 43.350 Schiedsrichter: Jacques Saint-Guilhem |
| 25. Mai 1980 | Versuche: Buonomo (1) Fabre (1) Erhöhungen: Cantoni (1) | (10:0) Bericht | Straftritte: Martinez (2) | Parc des Princes, Paris Zuschauer: 43.350 Schiedsrichter: Jacques Saint-Guilhem |

Aufstellungen
AS Béziers:

Startaufstellung: Yvan Buonomo, Jack Cantoni, Jean-Marc Cordier, Alain Estève, Michel Fabre, Patrick Fort, Pierre Lacans, Jean-Louis Martin, Claude Martinez, Henri Mioch, Philippe Morrisson, Alain Paco, Michel Palmié, Jean-Luc Rivallo, Armand Vaquerin

Auswechselspieler: Marc Andrieu, Philippe Cadenat, Michel Montsarrat, Bernard Teyssier
Stade Toulousain:

Startaufstellung: Patrick Bentaboulet, Christian Breseghello, Michel Coutin, Serge Gabernet, Serge Laïrle, Dominique Harize, Gérald Martinez, Thierry Merlos, Guy Novès, Jean-Michel Rancoule, Jean-Pierre Rives, Marcel Salsé, Jean-Jacques Santos, Jean-Claude Skrela, Roger Viel

Auswechselspieler: Dominique Colmagro, Hughes Comet, Laurent Husson, André Olhasque, Jérôme Rieu